# Liste der Naturdenkmale in der Samtgemeinde Dransfeld
Die Liste der Naturdenkmale in der Samtgemeinde Dransfeld nennt die Naturdenkmale in der Samtgemeinde Dransfeld im Landkreis Göttingen in Niedersachsen.

## Naturdenkmale
| Bild            | Bezeichnung         | Ort, Lage                                   | Beschreibung                                                                                            | Schutzzweck              | Nummer     |
| --------------- | ------------------- | ------------------------------------------- | --- | ------------------------ | ---------- |
| BW              | Zweibeinige Buche   | Dransfeld (51° 28′ 17,8″ N, 9° 45′ 9,7″ O)  | Die Buche hat als Fuß zwei getrennte Stämme, die in ca. 1,5 m Höhe zusammengewachsen sind.              | Seltenheit und Eigenart  | NDGÖ130201 |
| Fotos hochladen | Sommerlinde         | Varmissen (51° 30′ 27,6″ N, 9° 47′ 49,8″ O) | freistehende sehr schön gewachsene Sommerlinde                                                          | Eigenart und Schönheit   | NDGÖ130401 |
| BW              | Eiche               | Jühnde (51° 27′ 58,4″ N, 9° 47′ 15,8″ O)    | sehr gedrungene Eiche an einem Erdhügel am Rand der Niederung des Jühnder Mühlengrabens                 | Eigenart                 | NDGÖ130601 |
| BW              | Linde               | Jühnde (51° 27′ 54,9″ N, 9° 49′ 21,4″ O)    | Solitärbaum in der offenen Feldmark                                                                     | Seltenheit und Schönheit | NDGÖ130604 |
| BW              | Linde am Endelskamp | Jühnde (51° 27′ 41,4″ N, 9° 49′ 27,6″ O)    | etwa 200-jähriger freistehender Einzelbaum auf ausgedehnter Ackerfläche                                 | Seltenheit und Schönheit | NDGÖ130605 |
| Fotos hochladen | Linde „Dicke Linde“ | Varlosen (51° 30′ 12,6″ N, 9° 42′ 40,8″ O)  | Die knorrig verwachsene Sommerlinde ist eine Besonderheit aufgrund ihres Alters und Erscheinungsbildes. | Seltenheit und Eigenart  | NDGÖ131001 |
| Fotos hochladen | Kronprinzen - Eiche | Scheden (51° 27′ 13,1″ N, 9° 43′ 7,6″ O)    | etwa 250 Jahre alte Stieleiche auf einer Anhöhe an einer historischen Weggabelung                       | Eigenart und Schönheit   | NDGÖ131301 |